# هاجیبکتاش
هاجیبکتاش (به ترکی استانبولی: Hacıbektaş) یک منطقهٔ مسکونی در ترکیه است که در استان نوشهیر واقع شده‌است.

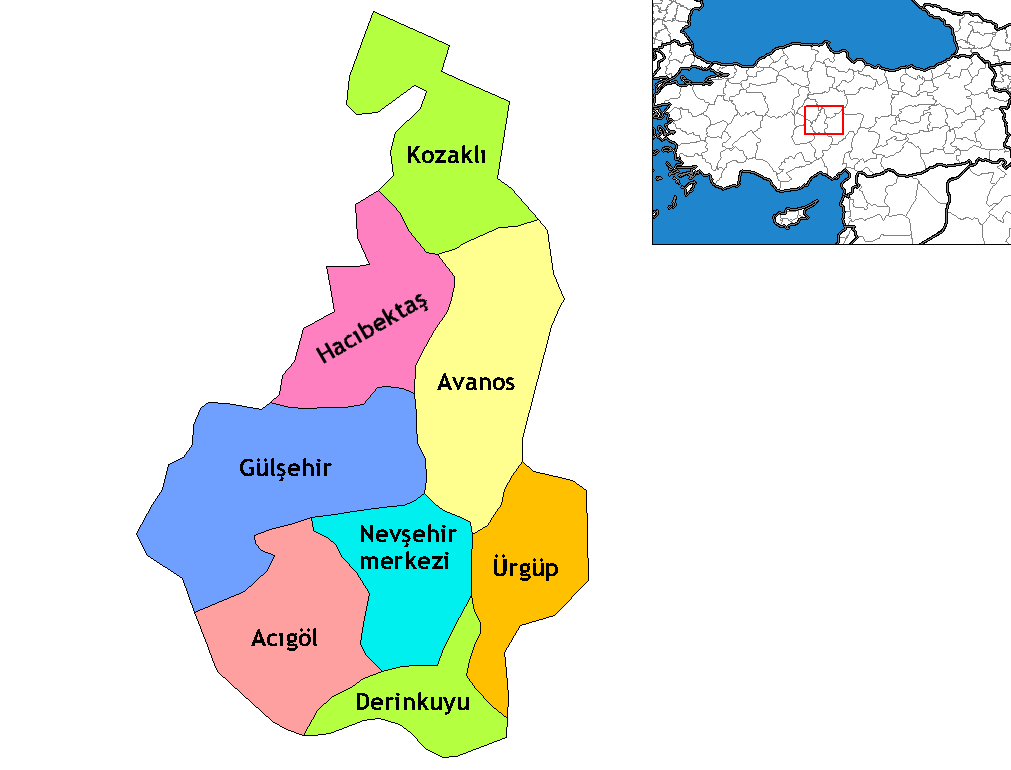
نمایی از نقشهٔ منطقهٔ مسکونی هاجیبکتاش (صورتی) - ۲۰۰۷

## خواهرخوانده
شهر فلبرت خواهرخواندهٔ هاجیبکتاش هست.